# 1928年奥基乔比飓风
奥基乔比飓风（英語：Okeechobee hurricane），又名圣费利佩二世飓风（西班牙語：San Felipe Segundo hurricane），是有纪录以来造成美国人员丧生第二多的热带气旋，仅次于1900年加爾維斯敦颶風；也是1928年大西洋飓风季的第4个热带气旋，第3场飓风和唯一的大型飓风；于9月6日在西非近海发展而成。这一天气系统起初只是一股热带低气压，但在当天晚些时候从佛得角群岛以南海域经过后不久就增强成热带风暴。之后的增强速度较为缓慢，并于9月7日一度中止。但过了约48小时后，风暴开始继续增强并达到萨菲尔-辛普森飓风等级下的一级飓风强度。气旋持续西进，于9月12日袭击瓜德罗普前达到四级飓风标准，该岛受到“毁灭性的巨大破坏”，有多达1200人丧生。马提尼克、蒙塞拉特岛和尼维斯也遭受了破坏和人员伤亡，但远不及瓜德罗普严重。
9月13日中午左右，风暴增强成五级飓风并达到持续风速每小时260公里的最高强度，再在仅6小时后吹袭波多黎各，成为有纪录以来仅有的一场以五级强度袭击该岛的飓风。极其强劲的狂风给当地造成严重破坏，全岛有2万4728套民房被彻底摧毁，另有19万2444套受损，导致超过50万人无家可归。强降水还令植被和农作物受到非常严重的破坏。风暴在穿越该岛进入大西洋期间小幅减弱至四级强度，于9月16日开始行经巴哈马。由于做了相对较为充分的准备，当地遭受的生命和财产损失都比较小，一共报告有18人遇难。
9月17日清晨，风暴以每小时233公里风速从佛罗里达州西棕榈滩附近登陆，市内有超过1711套房屋被毁。棕榈滩县其他地区中以奥基乔比湖（Lake Okeechobee）周边所受冲击最为严重。风暴潮令湖水从南部边缘决堤而出，淹没了数百平方英里的陆地，水深高达6.1米。贝尔格莱德、卡纳尔波因特（Canal Point）、帕霍基和南湾等多地都有大量房屋和建筑物被洪水冲走。全州有至少2500人溺亡，经济损失估计达到2500万美元。飓风在穿越佛罗里达州的过程中大幅减弱，到9月17日晚已降至一级飓风强度。系统蜿蜒向东北偏北方向前进并于9月18日短暂进入大西洋，但很快又以每小时140公里风速从南卡罗莱纳州埃迪斯托艾兰（Edisto Island）附近登陆。次日清晨，气旋减弱成热带风暴，几小时后在北卡罗莱纳州上空转变成温带气旋。这一天气系统共计造成了至少4078人死亡，经济损失达到1亿美元（1928年美元，相当于2025年的18.3億美元）。

## 气象历史
| 排名                               | 名称             | 飓风季 | 登陆时气压      |
| ---------------------------------- | ---------------- | ------ | --------------- |
| 1                                  | “劳动节”         | 1935   | 892毫巴（百帕） |
| 2                                  | 卡米尔           | 1969   | 900毫巴（百帕） |
| 3                                  | 玉兔             | 2018   | 900毫巴（百帕） |
| 4                                  | 迈克尔           | 1992   | 919毫巴（百帕） |
| 5                                  | 卡特里娜         | 2005   | 920毫巴（百帕） |
| 6                                  | 玛丽亚           | 2017   | 920毫巴（百帕） |
| 7                                  | 安德鲁           | 1992   | 922毫巴（百帕） |
| 8                                  | “印第安诺拉”     | 1886   | 925毫巴（百帕） |
| 8                                  | “关岛”           | 1900   | 930毫巴（百帕） |
| 10                                 | “佛罗里达礁岛群” | 1919   | 927毫巴（百帕） |
| 来源：大西洋飓风数据库，飓风研究部 |                  |        |                 |

一艘名为“康马克号”（S.S. Commack）的船只第一个在瓜德罗普以东约1450公里海域发现了这场风暴，这在当时成为经船只无线电报告的所有热带气旋中位置最偏东面的一个。这是一场佛得角型飓风，20世纪90年代的飓风分析认为，这场风暴很可能于4天前在佛得角和非洲海岸之间形成。
风暴接近加勒比地区时已经达到三级飓风强度。9月12日，仍在继续增强的气旋经过瓜德罗普上空，其风眼中心于协调世界时18点30至19点30分位于皮特尔角城上空，风速达到每小时230公里。接下来飓风从背风群岛其它岛屿以南经过并保持增强趋势。瓜德罗普记录下的气压为940毫巴（百帕，27.76英寸汞柱），还有一艘位于美属维尔京群岛圣克洛伊岛以南近海的船只报告气压进一步低至931毫巴（百帕，27.5英寸汞柱）。9月13日，风暴以五级飓风强度直接袭击波多黎各，最高风速据称达到每小时260公里，不过来自圣胡安的多份可靠报告所记录风力时速则为230公里，瓜亚马的一份报告显示气压为936毫巴（百帕，27.65英寸汞柱）。之前提及的时速260公里风力源于圣胡安的一个风速计，当时该仪器正位于风暴中心以北50公里处，风暴要在这一持续风速测出3小时后才达到最高强度。但是这个风速计之后很快就遭摧毁，并且也无法再经过重新校正。这个未能得到证实的风速数值创下了当时大西洋飓风的新纪录。
飓风在穿越波多黎各的过程中还保持着极其广大的规模。瓜亚马连续18个小时都能测量到飓风强度的狂风，考虑到风暴的移动速度约为每小时21公里，因此风暴的飓风风速范围直径粗略估计达到376公里。离开加勒比地区后，飓风以强烈四级飓风标准经过巴哈巴，然后继续向西北偏西行进，于9月17凌晨0点登陆佛罗里达州南部。而美国国家气象局的理查德·格雷（Richard Gray）起初还曾乐观地估计风暴会避开佛罗里达州南部地区。登陆时气旋的中心气压经测量低至929毫巴（百帕），最大持续风速接近每小时233公里。风暴从棕榈滩县的西棕榈滩附近登岸，然后直接移动到奥基乔比湖上空。卡纳尔波因特的最强阵风时速估计高达260公里。飓风在穿越佛罗里达州的过程中转向东北，先后途经该州北部，乔治亚州东部，再于9月19日经过南、北卡罗莱纳州。系统接下来朝内陆进发，于20日与多伦多周边上空的另一片低气压系统融合而消散。

## 影响
| 各地死亡人数       | 各地死亡人数 | 各地死亡人数 | 各地死亡人数 |
| 区域               | 死亡人数     | 地区         | 死亡人数     |
| ------------------ | ------------ | ------------ | ------------ |
| 加勒比地区和巴哈马 | 1575         | 马提尼克     | 3            |
| 加勒比地区和巴哈马 | 1575         | 瓜德罗普     | 1200         |
| 加勒比地区和巴哈马 | 1575         | 蒙塞拉特岛   | 42           |
| 加勒比地区和巴哈马 | 1575         | 尼维斯       | 3            |
| 加勒比地区和巴哈马 | 1575         | 波多黎各     | 312          |
| 加勒比地区和巴哈马 | 1575         | 巴哈马       | 18           |
| 美国               | 至少2500     | 佛罗里达州   | 至少2500     |
| 合计               | 合计         | 合计         | 至少4078     |

### 背风群岛
飓风直接行经加勒比地区的背风群岛，并在这一过程中继续强化。多米尼克测得的风速为每小时39公里，但没有出现造成破坏的报道。不过在风暴路径以南更远的马提尼克反而有3人丧生。瓜德罗普受到风暴的直接冲击，并且显然没有事先得到充分热带气旋警告，死亡人数达到1200。经巴黎发布的损失报告显示该岛受到“毁灭性的巨大破坏”，约85%至95%的香蕉作物被毁，70%至80%的林木作物受到严重破坏，40%的甘蔗彻底绝收。
位于风暴中心以北不近处的蒙塞拉特岛事先获得了相应警告，但仍然有42人遇难，经济损失约15万英镑（1928年英镑），普利茅斯和萨利姆（Salem）变得满目疮痍，农作物损失几乎造成饥荒，真到救济物资到达后才得以缓解。气旋从圣基茨岛和圣克洛伊岛以南经过，当地受到严重破坏，但没有造成人员丧生，不过尼维斯有报告出现3人死亡。背风群岛其他地区所受破坏缺乏相应纪录。

### 波多黎各

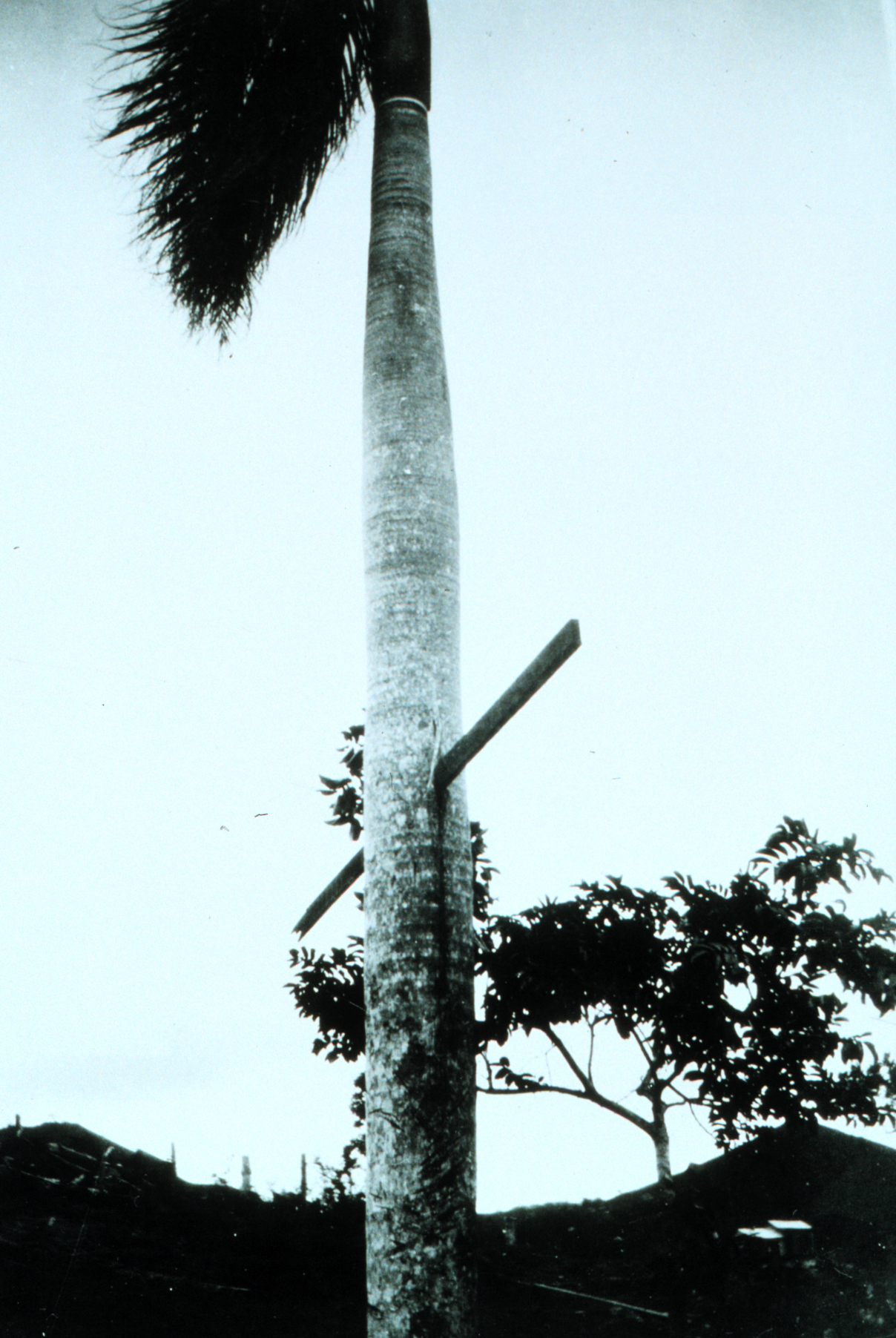
飓风强度的狂风令这片3米长的木片直接扎入波多黎各的一棵棕榈树。

飓风以五级强度直接穿越波多黎各，该岛因此受到这场风暴最强劲的风力袭击。该岛提前得知了风暴的逼近，飓风登陆36小时前，所有的警区都收到警告，并且还有无线电广播不间断地向船只发出警告。岛上一共有312人遇难，并且没有任何一艘船在波多黎各附近海域失踪，考虑到飓风的强度，这样的情况已属幸运，充分的准备可谓功不可没。与之相比，1899年圣西里亚科飓风不及此次飓风强劲，但却夺走了约3000人的生命。
这一气旋的风眼登陆日期正好是基督教的圣费利佩庆日，所以风暴也被命名为“圣费利佩二世飓风”:10，这其中的“二世”源于西班牙语，因为1876年的同一天还有另一场毁灭性的飓风袭击波多黎各，并因同一原因获命名为“圣费利佩飓风”。自欧洲人于1492年到达美洲后，所有袭击波多黎各的风暴和飓风都是以当日所属的基督教圣人命名。美国从1953年起开始用女性人名给飓风命名，再从1978年开始使用男女两性人名。不过一直到1960年时飓风才开始不再用圣人之名作为正式名称。
圣费利佩二世是正式记录中袭击波多黎克最猛烈、造成损失最大并且最具破坏性的飓风。不过这场风暴强度虽然最高，其造成的死亡人数却远不及1899年圣西里亚科飓风。岛上收到的第一份警告来自“康马克号”汽船，该船在北纬17°，西经48度海域向波多黎各发出警告。圣费利佩于9月13日（星期四）清晨登上该岛，其风眼靠近瓜亚马并朝西北方向穿过岛上，最终从阿瓜迪亚和伊萨贝拉之间重新进入大海。飓风的风眼用了8个小时行进波多黎各，前进速度约为每小时21公里。位于东波多黎各南部的瓜亚马在下午14点30分记录下了风暴的最低气压：930毫巴（百帕，27.5英寸汞柱）。

#### 降雨
波多黎各在1928年9月13至14日所记录下的降雨量创下了单场飓风48小时降雨量的新纪录。中科迪勒拉山区（Cordillera Central）和卢基约山脉这些降水较为常见的地区降雨量超过640毫米，阿德洪塔斯更达752毫米。

#### 狂风
9月13日上午11点44分，位于圣胡安的一个风速计在记录下每小时240公里风速后不久损坏，要记录下这一数字，风速需要持续5分钟。这台风速计之前还记录下了持续1分钟的260公里时速风力。风速计录得这些数字时，圣胡安距离圣费利佩的风眼还有48公里，根据这样的数据，当时出现的一些认为风暴中心附近风速达到每小时320公里的估计数字并不是太夸张。

#### 破坏
| 排名 | 名稱             | 颶風季 | 死亡人數    |
| ---- | ---------------- | ------ | ----------- |
| 1    | “大颶風”         | 1780   | 至少2.2萬   |
| 2    | 米奇             | 1998   | 至少1萬9325 |
| 3    | “加爾維斯敦”     | 1900   | 8千至1.2萬  |
| 4    | 菲菲             | 1974   | 8千至1萬    |
| 5    | “多明尼加共和國” | 1930   | 2千至8千    |
| 6    | 弗洛拉           | 1963   | 7,186至8千  |
| 7    | “皮特爾角”       | 1776   | 至少6千     |
| 8    | “紐芬蘭”         | 1775   | 4千至4,163  |
| 9    | “奧基喬比”       | 1928   | 至少4,078   |
| 10   | “蒙特雷”         | 1909   | 4千         |

整个波多黎各普遍受到严重破坏，风眼途经的多个小镇被完全摧毁。狂风暴雨给岛上财物造成灾难性的损失，其中东北部岛屿遭受的风速超过三级飓风强度，飓风强度狂风持续了18小时之久。正式报告中称“数以十万计”的居民流离失所，财产损失估计达到5000万美元（1928年美元，相当于2025年的9.16億美元）。
岛上的所有建筑物都受到了影响。一些已经花费数百万美元建成的糖厂被夷为平地。报告中称共有2万4728套房屋被彻底摧毁，另有19万2444套部分被毁。
大部分甘蔗田被淹，全年收成付诸流水。半数咖啡和半数用来遮挡阳光的遮阳树被毁，咖啡几近颗粒无收。由于咖啡需要有遮阳树才能正常生长，岛上的咖啡产业需要多年的时间才能够恢复。烟草农场也遭受了重大损失，这场飓风过后，波多黎各再也没能恢复以前咖啡出口商的地位。
风暴造成树木倒塌、山体滑坡、桥梁垮塌，给通讯造成严重影响。有770幢学校建筑不是被毁就是沦为危房。根据一些估计数据，即使不计个人财产损失，这场飓风造成的破坏也达到8531.2万美元（1928年美元，相当于2025年的15.6億美元），有超过50万人无家可归。

### 巴哈马
飓风的风眼经过了巴哈马的大部分岛屿，这一期间风暴强度仍然达到四级飓风的较高水平，造成非常严重的破坏。不过与波多黎各不同的是，巴哈马政府提前得知飓风逼近后拥有更加充分的时间进行准备，这令群岛所受生命和财产损失大幅减少。仅有的人员丧生报道则是龙涎香礁（Ambergris Cay）附近海域有一艘单桅纵帆船失踪，船上18人估计均已遇难。

### 佛罗里达州南部
佛罗里达州接近登陆点的沿海地区受到灾难性破坏。迈阿密在登陆点以南很远，因此幸运地只遭受非常轻微的影响，好莱坞和劳德代尔堡的情况类似。劳德代尔堡有多条供电和电话线路中断。从庞帕诺比奇到朱庇特的许多建筑物受到狂风和3米高风暴潮的严重破坏，其中又以棕榈滩附近区域最为突出，沿海地区受到的经济损失估计有“数百万”美元。西棕榈滩有至少1711套民宅被毁，还有报道称朱庇特水湾灯塔房屋的砂浆在风暴期间“像牙膏一样”从砖块间挤出来，整座塔还出现幅度达43厘米的摇曳。由于及早获得了飓风警告，居民进行了相对充分的准备工作，整个棕榈滩沿海地区一共只有26人遇难。

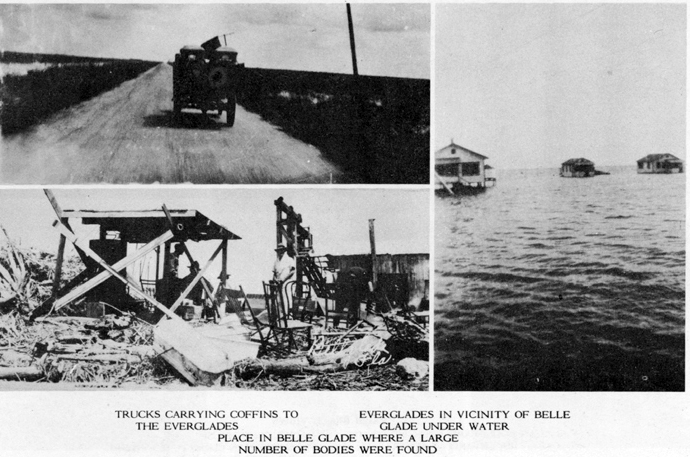
佛罗里达州南部在这场飓风过后的情景。

飓风在向内陆行进后给奥基乔比湖沿岸人口更为稠密的地区造成了更大范围的破坏。当地居民曾在当天早些时候获得警告并从低洼地区撤离，但由于飓风并未按预期时间到达，许多人以为风暴已经过去而返回家中。结果飓风以最强风速穿过该湖时，其南向狂风产生的风暴潮导致该湖南部的小堤绝堤。由此产生的洪水淹没了数百平方英里陆地，部分地点的水有6.1米深。房屋被洪水从地基上冲走，并撞向其遭遇的任何障碍物。大部分遇难者的遗体和幸存者一起被水冲进了佛罗里达大沼泽地，许多尸体之后再也没能寻获。随着风眼从该地区上空经过，洪水又反转过来，突破了该湖北面的堤岸引起情况类似但程度较轻的洪水。
洪水持续了数周未退，对清理工作造成极大阻碍。殓葬服务很快就不堪重负，许多尸体最后都埋进了群体坟墓。死者中有75%是外来农民工，给遗体辩认工作带来极大困难，这又导致死亡人数的统计数字很可能不够精确。红十字会估计死亡人数为1836，美国国家气象局之后多年一直将此作为官方统计数据（与飓风卡特里娜造成的死亡人数完全相同）。还有一些年代较为久远的资料中认为这场飓风共计夺走了3411条人命（包括加勒比地区）。但到了2003年，飓风在美国造成的死亡人数修订成了“至少”2500，奥基乔比飓风由此成为美国历史上造成死亡人数第二多的自然灾害，仅次于1900年加尔维斯敦飓风。马亚卡港以东的马亚卡港公墓有一座集体坟墓，其中埋葬了这场飓风的1600名死难者。
佛罗里达州有数以千计的居民流离失所，财产损失估计达到2500万美元（1928年美元，相当于2025年的4.58億美元）。根据估算，如果在2003年有一场类似风暴袭击同一地区，那么将会造成价值187亿美元的破坏（2003年美元，相当于2025年的320億美元）。截至2013年，这一气旋仍然是仅有的三个袭击佛罗里达州南部本土时中心气压低于940毫巴（百帕，27.76英寸汞柱）的大西洋飓风。另外两场分别是1926年迈阿密飓风和1992年大西洋飓风季的飓风安德鲁。

### 其它地区
除佛罗里达州南部外，美国其他地区所受破坏的报告非常有限。北卡罗莱纳州发生洪灾，诺福克地区出现接近飓风强度狂风和2.1米高的风暴潮。不过，大部分来源都认为，飓风给这些地区造成的破坏很小。

## 善后
| 排名                 | 名称             | 飓风季 | 死亡人数      |
| -------------------- | ---------------- | ------ | ------------- |
| 1                    | “加尔维斯敦”     | 1900   | 8千至1.2万†   |
| 2                    | “奥基乔比”       | 1925   | 至少2500†     |
| 3                    | 卡特里娜         | 2005   | 1,836         |
| 4                    | “彻尼尔卡米拉达” | 1893   | 1,100至1,400† |
| 5                    | “东南沿海群岛”   | 1893   | 1千至2千†     |
| 6                    | “佛罗里达礁岛群” | 1919   | 778           |
| 7                    | “乔治亚”         | 1881   | 700†          |
| 8                    | 奥黛丽           | 1957   | 416           |
| 9                    | “劳动节”         | 1935   | 408           |
| 10                   | “拉斯特岛”       | 1856   | 400†          |
| †表示估计数值 来源： |                  |        |               |

### 种族问题
飓风在佛罗里达州途经之处满目疮痍，其中死亡人数最高的是奥基乔比周边低洼地区，并且这些地区生活的居民显然又较为贫困。约有75%的遇难者是外来农民工，其中又大多是黑人。大部分的清理工作都是黑人工人完成的，但可供墓葬的棺材很少，并且大多用在埋葬白人遗体上，其他的尸体大部分都是火化或埋入集体坟墓。下葬的尸体还进行了种族隔离，只有仅葬有白人遗体的集体坟墓建造了纪念馆。这种不公引起的种族摩擦至今仍然存在，卓拉·尼尔·赫斯特在小说《他们眼望上苍》（Their Eyes Were Watching God）中对黑人农民工因这场飓风所受到的影响进行了戏剧化演绎，之后还经英国广播公司改编成了广播剧。

### 改善建筑规范
人们在飓风过后的善后工作中发现，构建良好并带有百叶窗的建筑物在狂风之下几乎没有受到什么损伤，与之相比，其它规模较小的建筑物中有许多都受到了严重的结构性破坏。使用构建良好的框架，并用钢筋、混凝土、砖石建成的大楼基本上不受狂风的影响，同时利用百叶窗又可以有效防止窗户和建筑物内部受损。人们之前在1926年迈阿密飓风过后就发现了这样的规律，1928年的这场风暴终于让建筑规范的改善落到了实处。

### 防洪

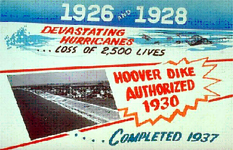
胡佛堤防建成的宣传标志。

为了防止像本场飓风和1926年迈阿密飓风这样的灾难再次发生，佛罗里达州议会设立了奥基乔比防洪区，授权配合美国陆军工程兵团的防洪工作。美国总统赫伯特·胡佛亲自对这一地区进行了考察，然后兵团草拟了新的建设方案，其中包括在奥基乔比湖沿岸建设分洪渠道、主控闸门和大型堤防。还设计了以防洪、水资源保护、防止海水入侵、保护鱼类和野生动物种群为目的的长远机制，胡佛堤防就是其中的一个解决方案。如今，对于这道堤防稳定性的担忧主要源于对“管道作用”和侵蚀作用长期影响的研究。堤防在经连场暴雨后也经报道出现过泄露的情况。对于这些问题，人们提出了多个解决方案，其中之一就是在堤防的陆地一侧建造防渗护堤，其第一阶段工程预计需耗资约6700万美元。